# Ptačí peklo
Ptačí peklo (německy Hölle der Vögel) je obraz od německého malíře Maxe Beckmanna. Dílo je zřejmou alegorií na nacistický režim a je považováno za „Guernicu expresionismu“.

## Vznik a historie
Beckmann, jehož díla byla nacisty považována za zvrhlé umění, emigroval v roce 1937 do Amsterdamu, kde započal práci na novém obraze; jeho skica, datovaná 12. srpna 1937, nesla název Land d. Wahnsinnigen (Země šílenců). Dílo bylo dokončeno o rok později v Paříži a jeho majitelkou se stala Beckmannova přítelkyně a podporovatelka Käthe von Porada. Ta ho pověsila v jídelně svého pařížského bytu, kde jím někteří z hostů byli tak znechuceni, že k němu raději seděli zády.
Ptačí peklo po válce Beckmann prodal newyorskému galeristovi Curtu Valentinovi. Několikrát měnilo majitele, naposledy bylo v roce 2017 vydraženo za 36 005 000 GBP.

## Popis a interpretace
Obraz je namalován křiklavými barvami a energickými tahy štětcem. Vprostřed lze vidět ženu se čtyřmi prsy snášející zlaté vejce, která se vynořuje z růžového vejce a má ruku zdviženou v charakteristickém pozdravu, na který obdobně reagují postavy vycházející z krvavě rudých dveří nalevo. Nalevo od ústřední postavy se tyčí přikrčený černožlutý pták na hromadě zlatých mincí, zatímco vzadu stojí skupina nahých žen schoulených k sobě. V přední části scény je nahý hubený muž mučený oranžovo-modrým ptákem.
Obraz navazuje na germánskou tradici zobrazování pekla a svým pojetím se podobá alegorickým výjevům na slavné Zahradě pozemských rozkoší od Hieronyma Bosche a je částečně inspirován i Dantovým Peklem. Důraz je kladen na zvířecí symboliku, která byla součástí repertoáru surrealistů ve 30. letech. Zvláště nápadná je podobnost mezi obrazem a pasáží knihy Maxe Ernsta Une semaine de bonté (1934), ve které jsou ženy vystaveny mučení ptačími lidmi.
Kontrast pekelného místa a mučeného je kontrastem mezi masou a jednotlivcem, a barevnost obrazu naznačuje přitažlivost života mezi masami a úděl svobodného jedince v totalitě. Beckmann se při své tvorbě většinou vyhýbal politickým tématům a Ptačí peklo je proto výjimečným prohlášením a útokem na novou společnost, která se líhne z vaječných skořápek národního socialismu. Zajímavým aspektem je blízkost kapitálu a politiky, kterou Beckmann symbolizuje prostřednictvím postavy ženy (jež je symbolickým ztvárněním Dianina kultu jako metafory k nacismu) a černožlutého ptáka; toto zdánlivě kompaktní spojenectví je ale velmi nestabilní, jelikož nacistická ženská postava se rozhodně nemůže cítit bezpečně ve své skořápce. Nacionální socialismus je umělcem viděn pouze jako dočasný jev, jak dokládají noviny (pomíjivost) vpravo dole na obrázku. Mísa hroznů, obrázek západu slunce a svíčka naopak symbolizují umění, které přetrvá.